# Duran, Gers
 Duran  là một xã thuộc tỉnh Gers trong vùng Occitanie tây nam nước Pháp. Xã này có độ cao trung bình 219 mét trên mực nước biển.